# Jothochilus
Jothochilus är ett släkte av skalbaggar som ingår i familjen Cetoniidae. Släktet innehåller arterna Jothochilus carinicollis och Jothochilus undulatus.